# Altstadt (Tiflis)

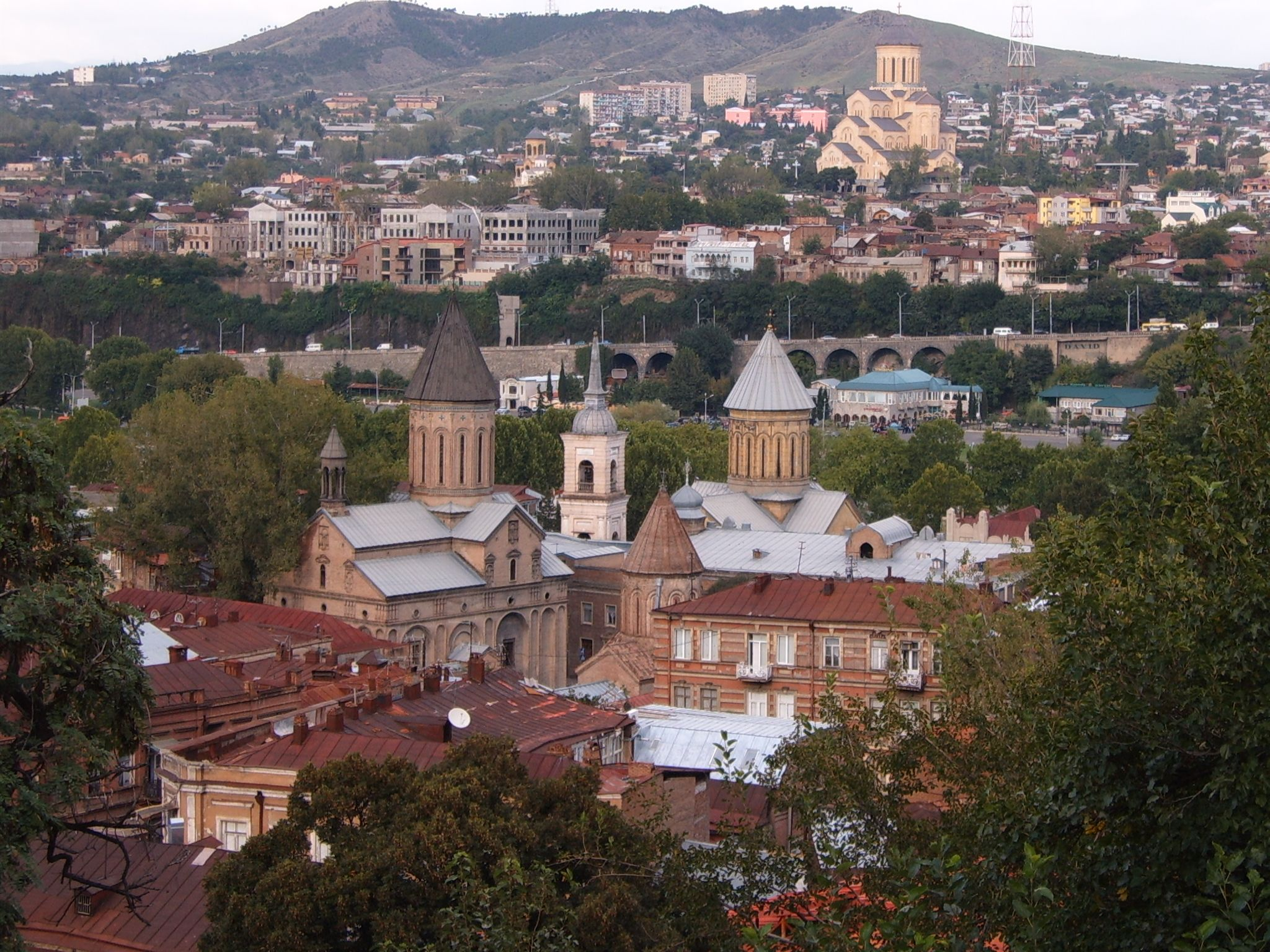
Blick über die Altstadt von Tiflis

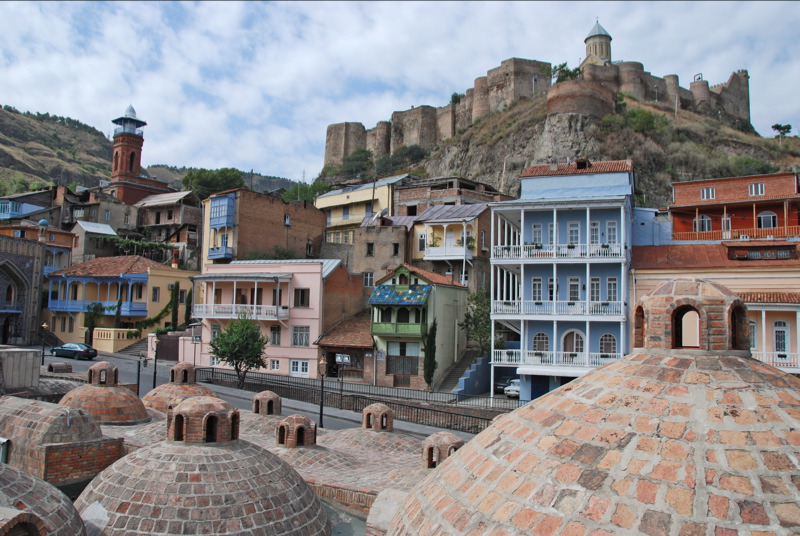
Abanotubani

Die Altstadt von Tiflis (georgisch ძველი თბილისი/ Dsweli Tbilisi, „Alt-Tiflis“) liegt im Zentrum der georgischen Hauptstadt auf dem rechten Ufer der Kura. Sie entstand in ihrer Form weitgehend im frühen 19. Jahrhundert, beherbergt jedoch eine große Anzahl städtebaulicher Zeugnisse aus dem 5. bis 18. Jahrhundert. Als Kulturdenkmal wurde dies von Georgien 1993 für die Liste des UNESCO-Welterbes angemeldet.
Von 2007 bis 2013 war die Altstadt als Dsweli Ubani (ძველი უბანი, etwa „Alter Bezirk“) einer der Stadtbezirke (Rajone) von Tiflis.

## Geschichte und Struktur

Altstadt-Wohnhäuser vom Tifliser Typ

Ursache der späten Entstehung der Altstadt ist die weitgehende Zerstörung von Tiflis bei der Eroberung der Stadt durch die persische Armee Aga Mohammed Khans im Jahre 1795. Die Stadt wurde unter russischer Herrschaft völlig neu aufgebaut und erweitert. Dabei legte die russische Verwaltung ihren Schwerpunkt auf die Entwicklung neuer, moderner Stadtteile außerhalb der Altstadt, während der historische Stadtkern von einheimischen Handwerkern wiedererrichtet wurde. Der Wiederaufbau der Altstadt war bis zur Mitte des 19. Jahrhunderts abgeschlossen.
Die Altstadt entspricht dem im 5. Jahrhundert erbauten historischen Stadtkern. Beim Wiederaufbau im 19. Jahrhundert wurden die unregelmäßig gewundenen Straßen und die mittelalterliche Stadtstruktur erhalten. Die Straßen haben noch das historische Kopfsteinpflaster. Bemerkenswert sind die Wohnbauten im traditionellen Tifliser Typ. Es handelt sich um zwei- bis dreistöckige Backsteingebäude mit einem System ausgedehnter, weitläufiger hölzerner Balkone, Passagen, Außentreppen und einem Hof, der als Vestibül dient. Die äußere und innere Organisation der Häuser gehen ineinander über. Im Sommer bilden die Balkone ein Zentrum des Familienlebens.

## Bauten

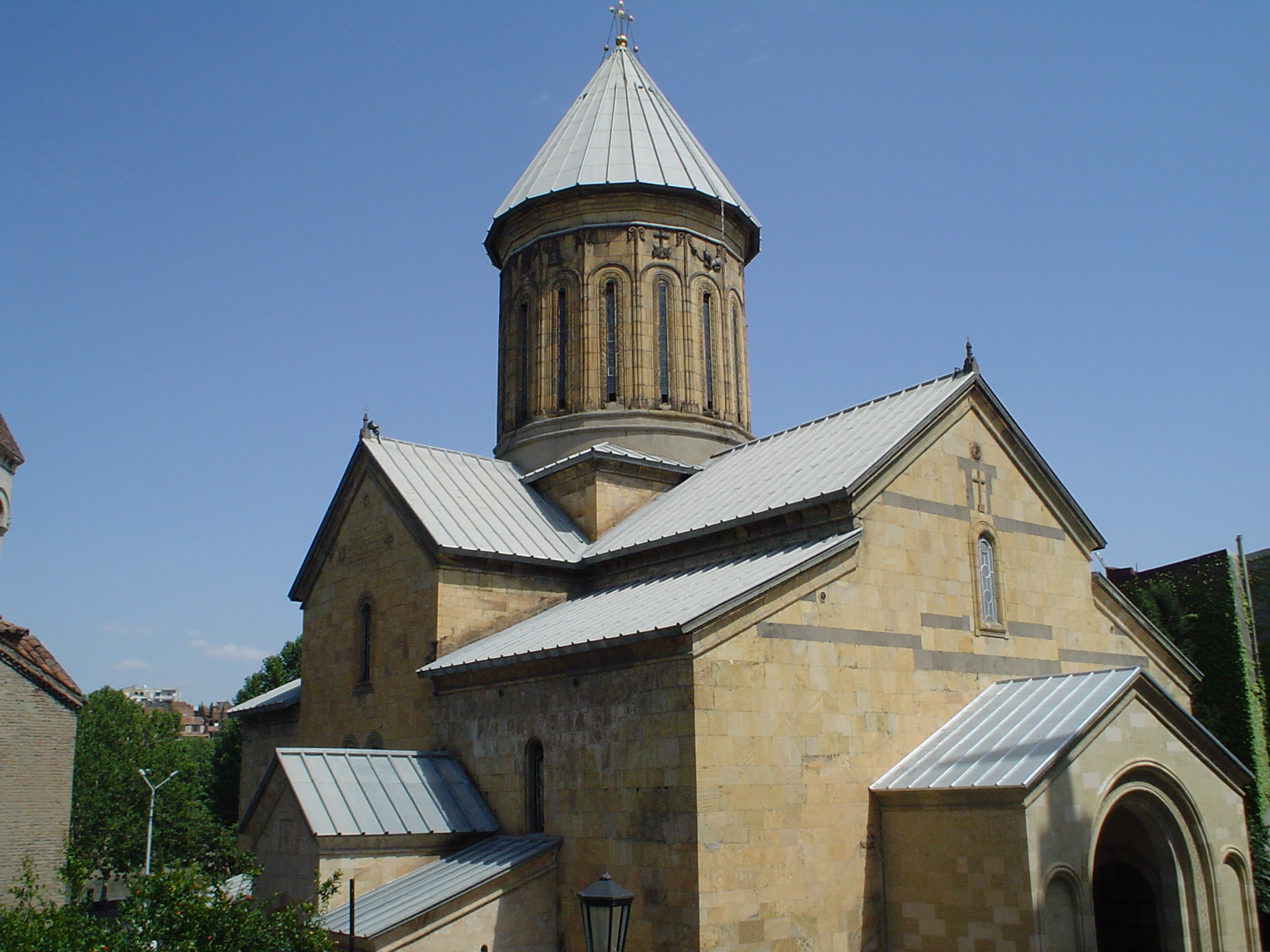
Die Sioni-Kathedrale in der Altstadt

Die Altstadt vereint historische Sakralbauten vieler Religionen: Drei georgisch-orthodoxe Kirchen, die Sioni-Kathedrale (5. Jahrhundert), die Metechi-Kirche (13. Jahrhundert) und die Antschischati-Basilika (6. Jahrhundert), die armenisch-gregorianische Kirche, die sephardische Synagoge sowie die Moschee.
Die im 19. Jahrhundert erbaute Karawanserei (georgisch Karwasala) steht auf den Fundamenten einer Karawanserei aus dem 17. Jahrhundert. Sie belegt den Durchgang der historischen Ost-West-Verbindung der Seidenstraße. Auf der neben anderen Marco Polo durch Tiflis reiste. Es ist seit jüngerer Zeit ein Einkaufszentrum mit Cafés und dem Ioseb-Grischaschwili-Museum für Tifliser Geschichte. Der Gorgassali-Platz war einst Sammelpunkt von Kamelkarawanen. In den kleinen Häusern des früheren Basars an der Schardeni-Straße haben sich Kunstgalerien sowie Läden für Kunstgewerbe und traditionellen Schmuck angesiedelt. Die Straßen tragen Namen alter Handwerke. Nahe der Synagoge an der Gorgassali-Straße finden sich jüdische Restaurants und Geschäfte.
Zur Altstadt gehören die Schwefelbäder im Bäderviertel Abanotubani aus dem (17. Jahrhundert). Tolstoi, Puschkin und Alexandre Dumas haben sie besucht und gelobt. Der Eintritt kostet knapp 5 Euro, eine gründliche Massage etwa 15 Euro.
Teile der alten Stadtmauer sind an der Barataschwili-Straße erhalten geblieben. In deren Lücken wurden neue Wohnhäuser gebaut. Eine Gedenkmauer erinnert an die Verteidigung der Altstadt gegen die persischen Invasoren von 1795 durch eine Bürgerwehr unter Führung des Hofschauspielers David Matschabeli. Gegenüber der Mauer steht eine 23 Meter hohe Stele. Sie dient dem Gedenken der 300 Aragwinern, einer georgischen Militäreinheit, die an dieser Stelle König Irakli II. aus persischer Umzingelung retteten und dabei ihr Leben ließen.

## Instandsetzung
Im Laufe der Jahrhunderte sind Bauten der Altstadt zerfallen. Sie wurden 1934 erstmals restauriert. Dies war eines der seltenen Restaurierungsprojekte in der Sowjetunion. 1975 wurde diese Region amtlich zum „historischen Bezirk“ erklärt. Die Häuser wurden 1998 aus Mitteln der Weltbank kartographiert, um Grundlagen für den Denkmalschutz zu schaffen. Im September 2003 unterzeichneten der Europarat und die georgische Regierung eine Vereinbarung zum Tifliser Projekt, das eine Instandsetzung, Modernisierung und Revitalisierung des historischen Stadtkerns vorsieht. An der Realisierung des Projekts beteiligen sich die UNESCO und die Internationale Organisation zur Bewahrung des kulturellen Erbes (ICCROM).
Im Rahmen der Festlegung neuer Bezirksgrenzen in Tiflis wurde die Altstadt 2007 ein eigener Stadtbezirk mit dem Namen Alt-Tiflis (ძველი თბილისი, Dsweli Tbilisi), wobei Teile der bisherigen Stadtbezirke Mtazminda-Krzanisi, Isani-Samgori und Didube-Tschughureti einbezogen wurden.